# Morti nel 1564
| Questa pagina contiene informazioni ricavate automaticamente dalle voci biografiche con l'ausilio del template Bio e di un bot. L'aggiornamento è periodico e automatico e ricostruisce completamente la pagina. Se manca una persona in questa lista, sei pregato di non aggiungerla, ma accertati piuttosto che la sua voce biografica contenga il template Bio e che i dati anagrafici siano correttamente compilati. Se il template Bio manca, inseriscilo tu stesso o, in alternativa, metti l'avviso {{tmp\|Bio}} che ne segnala la mancanza. Se i dati riportati sono sbagliati, correggi direttamente la voce biografica; le modifiche saranno visibili in questa lista entro pochi giorni. Per chiarimenti vedi il progetto biografie. La lista contiene solo le 67 persone che sono citate nell'enciclopedia e per le quali è stato implementato correttamente il template Bio. Pagina aggiornata al 2 lug 2025. |

## Gennaio(2)
- 9 gennaio - Margaret Audley, duchessa di Norfolk, nobildonna inglese (n. 1540)
- 21 gennaio - Tommaso Campeggi, vescovo cattolico italiano (n. 1481)

## Febbraio(4)
- 17 febbraio - Pier Francesco Riccio, funzionario, letterato e presbitero italiano (n. 1501)
- 18 febbraio - Michelangelo Buonarroti, scultore, pittore e architetto italiano (n. 1475)
- 20 febbraio - Diego López de Zúñiga, spagnolo
- 22 febbraio - Johann Glandorp, umanista, teologo e educatore tedesco (n. 1501)

## Marzo(5)
- 4 marzo - Gian Francesco Alois, letterato italiano
- 5 marzo - Friedrich Staphylus, teologo tedesco (n. 1512)
- 6 marzo - Agostino Ricchi, commediografo e medico italiano (n. 1512)
- 27 marzo - Çelebi Lütfi Pascià, politico e militare ottomano
- 28 marzo - Mah Chuchak Begum, nobildonna afghana

## Aprile(2)
- 5 aprile - Giovan Girolamo de' Rossi, vescovo cattolico e umanista italiano (n. 1505)
- 27 aprile - Lelio Ottaviano Guasco, vescovo cattolico italiano (n. 1511)

## Maggio(3)
- 2 maggio - Rodolfo Pio, cardinale e arcivescovo cattolico italiano (n. 1500)
- 11 maggio - Leone Orsini, vescovo cattolico e letterato italiano (n. 1512)
- 27 maggio - Giovanni Calvino, umanista e teologo francese (n. 1509)

## Luglio(5)
- 10 luglio - Egidio Falcetta, vescovo cattolico italiano
- 21 luglio - Martim Afonso de Sousa, navigatore portoghese (n. 1500)
- 23 luglio - Eleonora di Roucy, nobile francese (n. 1535)
- 25 luglio - Ferdinando I d'Asburgo, imperatore (n. 1503)
- 31 luglio - Luis de Velasco, spagnolo (n. 1511)

## Agosto(6)
- 10 agosto - Miyoshi Nagayoshi, militare giapponese (n. 1522)
- 11 agosto - Nagao Masakage, militare giapponese (n. 1526)
- 11 agosto - Usami Sadayuki, militare giapponese (n. 1489)
- 29 agosto - Lodovico Domenichi, umanista, traduttore e editore italiano (n. 1515)
- 30 agosto - Sabina di Baviera, nobile (n. 1492)
- 30 agosto - Giovanna III di Cardona, nobile spagnola (n. 1499)

## Settembre(5)
- 6 settembre - Giacomo di Nevers, nobile francese (n. 1544)
- 7 settembre - Jean de Tournes, tipografo e editore francese (n. 1504)
- 8 settembre - Mathurin Cordier, teologo e umanista francese
- 26 settembre - Bibliander, teologo, traduttore e linguista svizzero (n. 1506)
- 26 settembre - Giordano Orsini di Monterotondo, condottiero italiano (n. 1525)

## Ottobre(6)
- 5 ottobre - Pierre de Manchicourt, musicista e compositore francese
- 6 ottobre - Guido Ascanio Sforza di Santa Fiora, cardinale e patriarca cattolico italiano (n. 1518)
- 11 ottobre - Martin Borrhaus, umanista e teologo tedesco (n. 1499)
- 15 ottobre - Andrea Vesalio, anatomista e medico fiammingo (n. 1514)
- 20 ottobre - Vincenzo Maggi, filosofo e letterato italiano (n. 1498)
- 27 ottobre - Cristoforo Guidalotti Ciocchi del Monte, cardinale e vescovo italiano (n. 1484)

## Novembre(1)
- 19 novembre - John Grey di Pirgo, nobile inglese (n. 1523)

## Dicembre(1)
- 22 dicembre - Egidio Foscarari, teologo e vescovo cattolico italiano (n. 1512)

## Senza giorno specificato(27)
- Masseot Abaquesne, ceramista francese
- Battista Agnese, cartografo italiano
- Alauddin Riayat Shah II di Johor, sovrano malese (n. 1513)
- Vespasiano Anfiareo, letterato italiano (n. 1490)
- Pierre Belon, naturalista, scrittore e diplomatico francese (n. 1517)
- Antonio Bernieri, pittore e incisore italiano (n. 1516)
- Bartolomeo Camerario, giurista italiano (n. 1497)
- Domenico Campagnola, pittore italiano
- Domenico Casablanca, vescovo cattolico italiano
- Luigi Cavalcanti, vescovo cattolico italiano
- Vincenzo Cicala, corsaro e condottiero italiano (n. 1504)
- Matteo Corti, medico italiano (n. 1475)
- Giovanni IV Crispo, duca (n. 1499)
- Puraṃdara Dāsa, compositore indiano (n. 1470)
- Charles Estienne, medico e scrittore francese (n. 1504)
- Onorato Fascitelli, vescovo cattolico e monaco cristiano italiano (n. 1502)
- Alberto Gliričić, teologo e vescovo cattolico croato
- Matteo Gribaldi Moffa, giurista italiano
- Guidetto Guidetti, architetto italiano
- Hara Toratane, militare giapponese (n. 1497)
- Georg Hartmann, scienziato tedesco (n. 1489)
- Illangulién, nativo americano
- Piero Machiavelli, militare, avventuriero e marinaio italiano (n. 1514)
- Bernardino Ochino, teologo italiano (n. 1487)
- Pedro Plaza y Moraza, giurista spagnolo (n. 1524)
- Bernardo Spazzi, architetto italiano
- Isabella de Luna, italiana